# Rising Sun Tour
Rising Sun Tour pågick under perioden 18-23 juli 2006 och var den första KISS-turnén till Japan sedan 2004. Kiss gjorde bara fyra spelningar, två på Udo Music Festival.
Spellistan såg ut enligt följande i Fuji:
1. Detroit Rock City
2. Makin' Love
3. Watchin' You
4. King Of The Night time World
5. Deuce
6. Christine Sixteen
7. Firehouse
8. Got To Choose
9. Strutter
10. Lick It Up
11. I Love It Loud
12. Love Gun
13. God Of Thunder
14. Do You Love Me?
15. Shout It Out Loud
16. I Was Made For Lovin' You
17. Black Diamond
18. Let Me Go, Rock 'N' Roll
19. God Gave Rock And Roll To You II
20. Rock And Roll All Nite

Men man spelade även 100,000 Years, Take Me och Heaven's On Fire på de andra konserterna.

## Medlemmar
- Gene Simmons - sång, elbas
- Paul Stanley - sång, gitarr
- Eric Singer - trummor, sång
- Tommy Thayer - gitarr